# Cornelis Beets

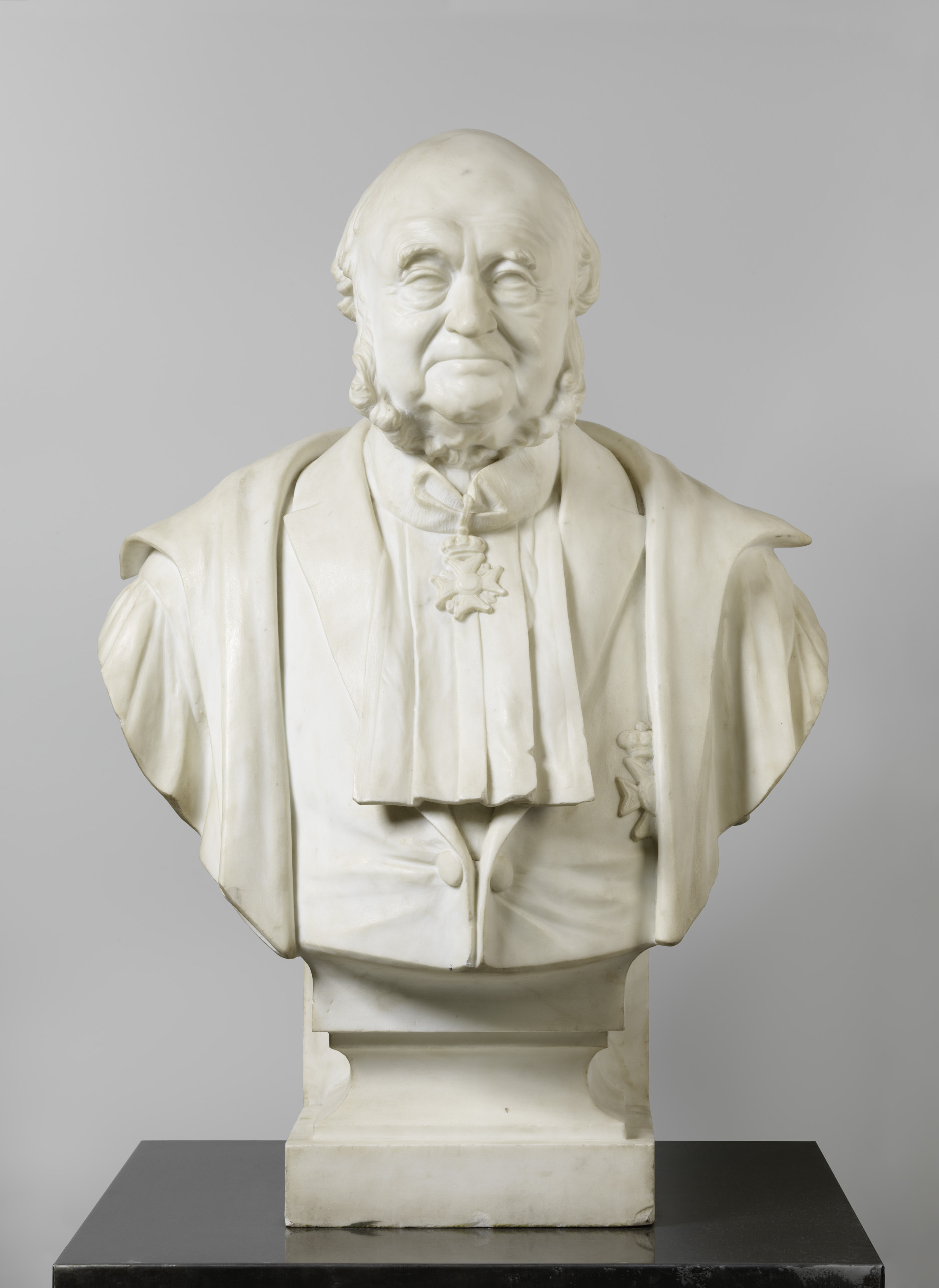
Buste van Nicolaas Beets (1898)

Cornelis Beets (Heemstede, 24 maart 1854 - Arnhem, 22 maart 1928) was een Nederlands predikant, beeldhouwer en portretschilder.

## Leven en werk
Cornelis Beets was een van de negen kinderen en de jongste zoon van predikant en schrijver Nicolaas Beets (1814-1903) en jkvr. Alida van Foreest (1818-1856). Zijn moeder overleed twee jaar na zijn geboorte, waarna vader Beets hertrouwde met diens schoonzus jkvr. Jacoba Elisabeth van Foreest (1828-1911) en met haar nog eens zes kinderen kreeg. Beets studeerde theologie aan de Hogeschool van Utrecht, waar hij colleges volgde van onder anderen Doedes en Van Oosterzee. Hij werd candidaat in Drenthe (1878) en was predikant van de Nederlandse Hervormde Kerk, achtereenvolgens in Houten (1878-1885), Rijswijk (1885-1889) en Arnhem (1889-1928).
Beets was 15 jaar verbonden aan het militair tehuis Bronbeek, waar hij de pastorale zorg voor Hervormde patiënten voor zijn rekening nam. Kort na zijn afscheid per 1 januari 1913 werd het 50-jarig bestaan van Bronbeek gevierd, waarbij Beets werd benoemd tot ridder in de Orde van Oranje-Nassau. In 1924, na zijn 70e verjaardag, werd hij bevorderd tot officier in de Orde van Oranje-Nassau. Beets was tot 1 april 1928 godsdienstleraar in de koepelgevangenis in Arnhem. Hij schreef en vertaalde een aantal christelijk-religieuze boeken.
De predikant was (mede-)oprichter van een aantal wijkverenigingen, een geheelonthouderskoffiehuis en een chr. vrouwentehuis in Arnhem. Hij vervulde daarnaast diverse bestuurlijke functies en was onder meer curator van het stedelijk gymnasium, voorzitter van geheelonthoudersvereniging in Arnhem, voorzitter van de afd. Arnhem van het Ned. Genootschap tot zedelijke verbetering van gevangenen, voorzitter van de Reclasseringsraad en erevoorzitter van de afdeling Arnhem van de Nat. Chr. Geheelonthouders Vereeniging.
Cornelis Beets was getrouwd met domineesdochter Alida Petronella van Toorenenbergen (1856-1914), met wie hij een aantal kinderen kreeg. Hij overleed op 73-jarige leeftijd en werd begraven op Moscowa.
Beeldhouwer
Naast zijn loopbaan als predikant was Beets actief als beeldhouwer en schilder van portretten. Hij nam een aantal keren deel aan tentoonstellingen van Levende Meesters. Naar aanleiding van de tentoonstelling van 1893, waar hij een buste van de medicus Homoet toonde, noemde Gerard Keller, redacteur van de Arnhemsche Courant, hem een gelukskind. "Prachtiger kop dan die oude Homoet kan een beeldhouwer niet wenschen".
Beets' bekendste werk is een buste van zijn vader. Het werk werd in 1898 door bewonderaars van Nicolaas Beets aangeboden aan de Staat der Nederlanden en kreeg een plek in het Rijksmuseum Amsterdam. Onder hen M. Crommelin, C.P. van Eeghen jr., R. Melvil baron van Lynden, Eerste Kamerlid, A. Schimmelpenninck van der Oye, commissaris van de koningin van Utrecht, en G. van Tienhoven, commissaris van de koningin van Noord-Holland. Van 2000 tot 2018 was de buste onderdeel van de beeldengalerij in de Statenpassage van de Tweede Kamer. Volgens Pieter A. Scheen was Beets "zo zeer in beslag genomen door zijn ambtelijk- en verenigingswerk, dat zijn artistieke gaven niet volledig naar voren kwamen."

## Enkele werken
- 1890: buste van ds. Nicolaas Beets. Getoond op een tentoonstelling in Arnhem.
- 1893: buste van dr. J.J. Homoet (1818-1908).
- 1895: marmeren buste van ds. Carel Steven Adama van Scheltema (1815-1897).
- 1898: marmeren buste van ds. Nicolaas Beets, collectie Rijksmuseum Amsterdam.
- 1913: medaillonportret van mr. B.P. baron van Verschuer (1841-1910) voor de bestuurskamer van de ambachtsschool in Arnhem.
- 1922: bronzen plaquette van ds. K.F. Creutzberg voor de Creutzbergschool in Arnhem.[9]
- portretten van ds. O.G. Heldring (1804-1876) en dr. H. Pierson (1834-1923) voor de Heldring-gestichten in Zetten.
- 1927: plaquette van mr. E.G.C. Scheidius voor de diaconiekamer van de Eusebiuskerk in Arnhem, t.g.v. diens 50-jarig jubileum als kerkvoogd.

## Enkele publicaties
Eigen werk
- 1904: De zoon des menschen, de verborgene en de geopenbaarde. Arnhem: G.W. van der Wiel.

Vertalingen
- 1882: James Legge, De godsdiensten van China : beschrijving van het Confucianisme en van het Taoisme. Utrecht : Kemink & Zoon.
- 1882: William Robertson Smith, Het Oude Testament in de joodsche kerk : twaalf voorlezingen. Utrecht : Kemink & Zoon.
- 1892: Newman Smith, Eigen overtuiging : hoe wij komen tot geloof dat waarde voor ons hart en leven heeft. Arnhem.

- Biografisch Portaal: 99599646
- Digitale Bibliotheek voor de Nederlandse Letteren: beet023
- International Standard Name Identifier: 0000 0003 9634 5224
- Nederlandse Thesaurus van Auteursnamen: 069864217
- RKD-Nederlands Instituut voor Kunstgeschiedenis: 5921
- Virtual International Authority File: 291295461
- WorldCat: E39PBJwmTpjCJcJC3gBy3c4jG3